# リチャード・ボーチャーズ

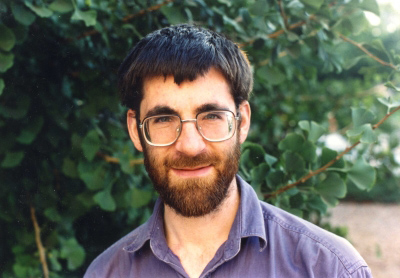
リチャード・ボーチャーズ

リチャード・ユーウェン・ボーチャーズ (Richard Ewen Borcherds, 1959年11月29日 - ) は、南アフリカ共和国ケープタウン出身のイギリスの数学者である。父は物理学者で、三人の兄弟のうち二人は同じく数学者、もう一人は自閉症を患っている。
コロンビア大学卒業後、ケンブリッジ大学でジョン・コンウェイのもと学位を取得。現在、カリフォルニア大学バークレー校の数学の教授を務めている。
頂点作用素代数の構成、ボーチャーズ積の構成
（無限積による直交群{\displaystyle O_{2,n}(\mathbb {R} )}上の保型形式の理論。さらにはモジュライ空間との関連）および
ムーンシャイン予想の解決により、数学のノーベル賞と言われているフィールズ賞を1998年に受賞した。
1977年の国際数学オリンピックでは銀メダル、翌年の1978年では金メダルを獲得している。1994年王立協会フェロー選出。
アスペルガー症候群であることを公言している。診断は発達心理学者のサイモン・バロン＝コーエンによって行われたが「日常生活に支障はない」とされている。